# Der Theodor im Fußballtor (Lied)
Der Theodor im Fußballtor ist der Titel eines Sport-Schlagers aus der unmittelbaren Nachkriegszeit, der in der Interpretation durch Theo Lingen bekannt wurde. Geschrieben hat ihn der deutsche Komponist Werner Bochmann, der ihn dem Unternehmer und Hobby-Fußballer Theodor Klüber widmete. Den Text dazu dichtete Kurt Feltz.
Das Lied im damals für Deutschland neuartigen Boogie-Woogie-Rhythmus erschien 1948 in München bei der Ralph Maria Siegel Musik Edition.
Margot Hielscher machte es erstmals über den Rundfunk populär. Die erste Schallplattenfassung der Nummer aber stammte von Will Höhne, einem der „Meister des Fachs ‚Humoristischer bis zweideutiger Schlager‘“. Erst danach nahm Lingen den Titel mit dem Radio-Tanzorchester Hamburg unter der Leitung von Franz Thon auf.
Es folgten zahlreiche cover-Versionen.
In Österreich nahmen die Duettisten Pirron und Knapp, die in der Nachkriegszeit mit kabarettistischen Texten bekannt wurden, den Titel auf. In der „Ostzone“ spielte ihn das Tanzorchester des Senders Leipzig ein, das Kurt Henkels leitete; der Sänger war Ilja Glusgal.
Der österreichische Regisseur E. W. Emo drehte 1950 einen Film mit dem Titel des Liedes als Filmtitel: Darin spielte Theo Lingen, der 1946 die österreichische Staatsbürgerschaft annahm, den Titelhelden Theodor Lubitz. Der spielt in seiner Freizeit in einem Fußballclub als Mittelstürmer, wird jedoch im Verlauf interner Auseinandersetzungen zum Torwart ernannt.
Die Textzeile „Unser N.N. der hält, der hält“ wurde 1953 auf Wahlplakaten der ÖVP als politischer slogan verwendet.
Der „Theodor im Fußballtor“, laut Spiegel 51/1949 der „größte Schlagererfolg der Nachkriegszeit“, ist inzwischen zu einem musikalischen Evergreen geworden. Götz Alsmann und Max Raabe sangen das Lied vom „Theodor im Fußballtor“ 2008 gemeinsam in der ZDF-Sendung „Götz Alsmanns Nachtmusik“.

## Tondokumente
- Polydor 48 115 B (Matr. O 721 KK) Der Theodor im Fussballtor (Werner Bochmann–Kurt Feltz) Will Höhne mit dem Radio-Tanzorchester Hamburg, Leitung Franz Thon. Hergestellt unter der Nr. C 30 212 E der Nachrichtenkontrolle der Militärregierung.[14]
- Austrophon 8284 (Matr. W 7319) Der Theodor im Fußballtor. Fußballied. Musik von Werner Bochmann. Text von Kurt Feltz. Theo Lingen und die Austrophon-Solisten unter der Leitung von Bruno Uher.[15]

erschienen auch auf
- Elite Spezial EV 2010 (Matr. W 7319)
- Carina CT-579 (Matr. FS 771) Theodor the goalkeeper. Football song. German vocal.[16]

### Cover-Versionen
- Columbia DW 4953 (Matr. CR 906) Der Theodor im Fussballtor. Foxtrot von Werner Bochmann – Kurt Feltz. Willi Stanke mit seinem Orchester und Refraingesang. Hergestellt unter der Zulassung Nr. B 502 der Nachrichtenkontrolle der Militärregierung.[17]
- Imperial 17 487 (Matr. K-C 29 990) Der Theodor im Fussballtor. Foxtrot von Werner Bochmann – Kurt Feltz. Hans-Werner Kleve mit seinem Tanzorchester. Gesang: Erich Schulz. Hergestellt unter der Zulassung Nr. B 503 der Nachrichtenkontrolle der Militärregierung.[18]
- Standard Nr. 74 (Matr. S. 147) Der Theodor im Fussballtor. Fussballied. Musik von Werner Bochmann – Text von Kurt Feltz. Pirron und Knapp mit Begleitorchester.[19]

Auch in der sowjetisch besetzten Zone erschien eine Fassung:
- Amiga 1169 (Matr. AM 1070) Der Theodor im Fussballtor. Fox von Bochmann/Siegel. Das Tanzorchester des Senders Leipzig, Leitung Kurt Henkels. Gesang: Ilja Glusgal.[20]